# Cernavodă
Cernavodă (pronunciat en romanès: [t͡ʃernaˈvodə], noms històrics: traci: Axiopa, grec: Ἀξιούπολις, búlgar: Черна вода, turc: Cherna voda) és una ciutat del comtat de Constanța, al nord de la Dobruja, Romania amb una població de 20.514 habitants.
El nom de la ciutat deriva del búlgar černa voda (черна вода en ciríl·lic), que significa "aigua negra". Aquest nom és considerat per alguns estudiosos com un calc semàntic del nom traci anterior Axíopa, del protoindoeuropeu * n.ksei "fosc" i upā "aigua" (cf. Avèstic axšaēna "fosc" i lituà ùpė "riu, rierol").

## Economia
La ciutat és un port fluvial del Danubi. Allotja la central nuclear de Cernavodă, formada per dos reactors CANDU que proporcionen aproximadament el 18% de la producció d'energia elèctrica de Romania. El segon reactor es construeix a través d'una aliança d'empreses entre Atomic Energy of Canada Limited del Canadà i ANSALDO d'Itàlia i va començar a funcionar plenament el novembre de 2007.
El canal Danubi-Mar Negre, obert el 1984, va de Cernavodă a Agigea i Năvodari.
Als afores de Cernavodă hi ha nombroses vinyes, productores de vi Chardonnay. El celler més gran de la zona és a Murfatlar.

## Història
La ciutat dona nom a la cultura arqueològica tardana de l'edat del coure Cernavodă, al 4000 - 3200 aC. Cernavodă va ser fundada (amb el nom d'Axiopolis) pels antics grecs en 303 aC com a lloc comercial per a contactes amb els dacis locals.
El ferrocarril Constanța - Cernavodă va ser inaugurat el 1860 per l'administració de l'Imperi Otomà. Cernavodă va ser una de les capitals del comtat de Silistra Nouă (1878–1879).

## Demografia
Segons el cens del 2011, a Cernavodă hi vivien 14.969 romanesos (92,81%), 463 turcs (2,87%), 374 gitanos (2,32%), 106 lipovans (0,66%), 40 tàtars (0,25%), 15 hongaresos (0,09%) i 162 altres.
Entre les persones notables nascudes a Cernavodă hi ha Alexandru Claudian (1898-1962) i Iosipos Moisiodax (1725-1800).